# اس‌اس آزوف (۱۹۴۴)
اس‌اس آزوف (۱۹۴۴) (به انگلیسی: SS Azov (1944)) یک کشتی بود که طول آن ۲۸۱ فوت ۸ اینچ (۸۵٫۸۵ متر) بود. این کشتی در سال ۱۹۴۴ ساخته شد.